# 身体化された認知科学
身体化された認知科学（しんたいかされたにんちかがく、英:Embodied cognitive science）は学際的な研究分野・認知科学であり、その目的は知的行動の根底にあるメカニズムを説明することである。
それは、心理学的および生物学的システムを、精神と身体を一つの実体として考える全体的な方法でモデル化すること、知的行動の一般原則の共通セットを形成すること、そして制御された環境におけるロボット・エージェントの実験的使用である。

## 貢献者
身体化された認知科学は、身体化された哲学や、認知科学、心理学、神経科学、人工知能の関連研究分野から多くを借りている。それは、心理学的および生物学的システムを、精神と身体を一つの実体として考える総合的な認知科学である
- From the perspective of neuroscience, Gerald Edelman of the Neurosciences Institute at La Jolla, Francisco Varela of CNRS in France, and J. A. Scott Kelso of Florida Atlantic University
- From the perspective of psychology, Lawrence Barsalou, Michael Turvey, Vittorio Guidano and Eleanor Rosch
- From the perspective of linguistics, Gilles Fauconnier, George Lakoff, Mark Johnson, Leonard Talmy and Mark Turner
- From the perspective of language acquisition, Eric Lenneberg and Philip Rubin at Haskins Laboratories
- From the perspective of anthropology, Edwin Hutchins, Bradd Shore, James Wertsch and Merlin Donald.
- From the perspective of autonomous agent design, early work is sometimes attributed to Rodney Brooks or Valentino Braitenberg
- From the perspective of artificial intelligence, Understanding Intelligence by Rolf Pfeifer and Christian Scheier or How the Body Shapes the Way We Think, by Rolf Pfeifer and Josh C. Bongard
- From the perspective of philosophy, Andy Clark, Dan Zahavi, Shaun Gallagher, and Evan Thompson

1950年、アラン・チューリングは、機械が考えたり話したりするためには、人間のような身体が必要かもしれないと提唱した：
お金で買える最高の感覚器官をマシンに与え、それから英語を理解し話すことを教えるのがベストだとも言える。その過程は、通常の子供の教育と同じである。物事を指摘し、名前をつけるなどだ。繰り返しになるが、何が正解かはわからないが、両方のアプローチを試すべきだと思う。

## 伝統的な認知科学
身体化された認知科学とは、認知の代替理論であり、心の計算理論への訴えを最小限に抑え、生物の身体がどのように、そして何を考えるかを決定するかに重きを置くものである。伝統的な認知理論は、主に記号操作に基づいており、特定の入力が処理ユニットに供給され、出力が生成される。これらの入力は構文の一定の規則に従っており、処理ユニットはそこから意味的な意味を見出す。こうして、適切な出力が生み出される。例えば、人間の感覚器官はその入力装置であり、外部環境から得られた刺激は、処理装置としての神経系に送り込まれる。ここから神経系は、感覚情報を構文構造に従って読み取ることができるため、アウトプットが生み出される。そして、この出力が身体運動を生み出し、行動や認知をもたらす。特に注目すべきは、認知が脳の中に封印されていることである。つまり、精神的認知は外界から遮断され、感覚情報の入力によってのみ可能となる。

## 身体化された認知科学のアプローチ
身体化認知科学が伝統主義的アプローチと異なるのは、入出力システムを否定している点である。これは主に、ある種の内的解釈なしには記号から意味的意味を導き出すことはできないと結論づけたホムンクルス論が提示した問題によるものである。人の頭の中にいる小さな男が入力された記号を解釈するとしたら、誰がその小さな男の入力を解釈するのだろうか？無限の逆行が懸念されるため、伝統主義的なモデルはあまり説得力がないように思われ始めた。したがって、身体化認知科学は、認知を3つの方法で定義することによって、この問題を回避することを目指している： 340 
身体化された認知の第一の側面は、肉体の役割、特にその特性が思考能力にどのような影響を与えるかを検討する。この部分は、伝統主義モデルの特徴である記号操作の要素を克服しようとするものである。例えば、奥行き知覚は、その動作の複雑さゆえに、身体化されたアプローチの下でよりよく説明することができる。奥行き知覚では、両眼の距離によって得られる異なる網膜像を脳が検出する必要がある。さらに、身体と頭の手がかりがこれをさらに複雑にしている。頭をある方向に向けると、背景の物体に対して手前の物体が動いて見える。このことから、何らかの記号操作を必要とせずに、何らかの視覚処理が行われていると言われている。なぜなら、前景を動かしているように見える物体は、単に動いているように見えるだけだからである。この観察から、奥行きは中間的な記号操作を必要とせずに知覚できると結論づけられる。
聴覚の知覚を調べることで、より切実な例を挙げることができる。一般的に言って、耳と耳の間の距離が大きいほど、聴力は向上する。また、周波数波がある媒質を通過する際に強さが変化するため、耳と耳の間の密度も関係してくる。脳の聴覚システムは情報を処理する際にこれらの要素を考慮するが、この場合も記号的な操作システムは必要ない。なぜなら、例えば耳と耳の間の距離は、それを表現する記号を必要としないからである。距離そのものが、聴覚の鋭敏さを高めるために必要な機会を作り出すのだ。耳と耳の間の密度の量も同様で、単に周波数変化の機会を形成するのは実際の量そのものである。したがって、身体の物理的特性を考慮すれば、記号体系は不要であり、役に立たない比喩である。

### 認知プロセスにおける身体の役割
2つ目の側面は、ジョージ・レイコフとマーク・ジョンソンの概念に関する研究に大きく依拠している。彼らは、人間は外界をよりよく説明するために、可能な限りメタファー（隠喩）を使うと主張した。人間はまた、他の概念を派生させることができる基本的な概念のストックを持っている。これらの基本的な概念には、上、下、前、後ろといった空間的な方向が含まれる。人間がこれらの概念の意味を理解できるのは、自分の身体から直接体験できるからである。例えば、人間の運動は直立し、上下運動で体を動かすことを中心に展開されるため、人間は生得的に上下という概念を持っている。ラコフとジョンソンは、これは前と後ろといった他の空間的な方向についても同様であると主張している。先に述べたように、こうした空間概念の基本的なストックは、他の概念が構築される際の基礎となる。例えば、「嬉しい」「悲しい」はそれぞれ「上向き」「下向き」とみなされる。例えば、誰かが「気分が落ち込んでいる」と言ったとき、その人が本当に言っているのは「悲しい」ということなのだ。つまり、これらの概念を本当に理解できるかどうかは、人間の身体について理解できるかどうかにかかっているのだ。つまり、人体が理解できなければ、アップやダウンが何を意味するのか、またそれが感情状態とどのように関係するのかを理解することはできないということだ。

[I]どんな重力場の外にも住んでいて、他のどんな種類の経験も知らず、想像力もない球状の存在を想像してください。そのような存在にとって、"UP "とはいったい何を意味するのだろうか？ 342 
このことは、そのような存在が感情を表現できないことを意味するわけではないが、感情の表現が人間とは異なることを意味する。人間の幸福や悲しみの概念も異なるだろう。ということは、生物の身体は、その生物がどのように考えることができるかに直接影響することになる。
具現化アプローチの第三の要素は、エージェントが認知処理においてどのように身近な環境を利用するかに注目することである。つまり、ローカルな環境は、身体の認知プロセスの実際の延長として見られる。パーソナルデジタルアシスタント（PDA）の例は、これをよりよく想像するために使われる。機能主義（心の哲学）に倣って、この主張は、精神状態はより大きなシステムにおける役割によって個別化されるというものである。つまり、この前提のもとでは、PDA上の情報は脳に保存されている情報に似ている。つまり、脳内の情報が精神状態を構成すると考えるなら、PDA内の情報も認知状態であるということになる。複雑な掛け算の問題におけるペンと紙の役割も考えてみよう。ペンと紙は問題を解くという認知的なプロセスに深く関わっており、PDAが脳と同じように情報に使われるのと同じように、そのプロセスとは何か違うと言うのは馬鹿げているように思える。もうひとつの例は、認知的なタスクがよりよく実行できるように、人間がどのように環境をコントロールし、操作するかを検証したものだ。例えば、車のキーを見落とさないように使い慣れた場所に置いたり、不慣れな街でナビゲーションをするために目印を使ったりする。このように、人間は認知機能を助けるために環境の側面を取り入れている。

## 具現化アプローチの価値の例
認知科学の文脈における身体化アプローチの価値は、おそらくアンディ・クラーク（Andy Clark）が最もよく説明している。彼は、認知の科学的研究の焦点は脳だけであってはならないと主張している。
「様々なケースにおいて、個々の脳が認知科学的関心の唯一の場所であってはならないことは、ますます明らかになってきている。認知は、身体、世界、行動の役割を疎外しながらうまく研究できる現象ではない」： 350 
クラークが用いた以下の例は、科学的思考において具現化された思考がどのように明らかになりつつあるか［要出典］をよりよく説明するものである。
Thunnus（マグロ）は、素早く加速して猛スピードを出すという驚異的な能力で、従来の生物学者たちを長い間困惑させてきた。マグロを生物学的に調べると、そのような芸当ができるはずがないことがわかる。しかし、マグロの具現化状態を考慮に入れると、答えが見つかる。クロマグロは、自然に発生する潮流を見つけて速度を上げることで、その地域の環境を利用し、利用することができる。また、尾びれを利用して必要な渦と圧力を作り出し、加速と高速維持を可能にする。このように、クロマグロは肉体の属性を通じて、その地域の環境を自らの目的のために積極的に利用しているのである。
クラークは、ライベルトとホッジンズが製作したホッピングロボットを例に、具現化パラダイムの価値をさらに実証している。これらのロボットは基本的に垂直シリンダーで、ホッピングする足が1本だけ付いている。ロボットの行動を管理するのは大変なことである。なぜなら、プログラム自体の複雑さに加えて、ホッピングできるように足をどのように構成すべきかに関する機械的な問題もあったからだ。具現化されたアプローチによって、このロボットが機能するためには、そのシステムを最大限に活用できなければならないことが容易に理解できる。つまり、ロボットのシステムは、単にアクションを実行するコマンドセンターであるという従来の見方とは対照的に、ダイナミックな特性を持つものと見るべきなのである。

### 展望
クラークは2種類の視覚、生気的視覚と純粋視覚を区別している。純粋視覚とは、古典的な人工知能によく見られる考え方で、視覚を使って豊かな世界モデルを作り出し、思考と理性を使ってその内部モデルを完全に探索できるようにするものである。言い換えれば、純粋視覚は受動的に外部に知覚可能な世界を作り出し、理性の能力をより内省的に使えるようにする。これとは対照的に、アニメート・ビジョンは、視覚を、現実の行動を開始するための手段と見なす。つまり、アニメイト・ビジョンは、行動を起こすための視覚情報を得るための手段なのである。クラークがアニメート・ビジョンを具現化の例として挙げるのは、アニメート・ビジョンが生物学的な手がかりと局所的な環境の手がかりの両方を用いて能動的な知的プロセスを作り出すからである。ドラッグストアにコダックのフィルムを買いに行くというクラークの例を考えてみよう。人は頭の中で、コダックのロゴとそのトレードマークである金色を知っている。そのため、人は入ってくる視覚刺激を使って、フィルムを見つけるまでドラッグストア内を移動する。したがって、視覚は受動的なシステムではなく、感覚情報と局所的な環境の手がかりをインテリジェントに利用し、現実世界の特定の行動を実行する能動的な検索装置とみなすべきである。

### アフォーダンス
アメリカの心理学者ジェームズ・J・ギブソンの研究に触発された次の例は、行動に関連する感覚情報、身体の動き、局所的な環境の手がかりの重要性を強調している。これら3つの概念は、物理的世界がエージェントに与える行動の可能性である「アフォーダンス」という概念によって統一される。これらはエージェントの身体、能力、そして局所的環境の全体的な行動関連特性によって決定される。クラークは、アフォーダンスの概念をよりよく説明するために、野球の外野手の例を用いている。従来の計算モデルでは、フライボールを捕球しようとする外野手は、外野手の走る速度や野球ボールの弧などの変数によって計算できると主張する。しかしギブソンの研究は、もっと単純な方法が可能であることを示している。外野手は、視野の中でボールが一直線に動き続けるように走るスピードを調整すれば、ボールを捕球できる。この戦略は、外野手の身体組成、野球場の環境、外野手が得る感覚情報など、外野手の成功に左右されるさまざまなアフォーダンスを利用していることに注意されたい。

クラークはここで、前者とは対照的に後者のキャッチボール戦略が知覚に重要な意味を持つことを指摘している。アフォーダンス・アプローチは、自発的なリアルタイム調整に依存するため、非線形であることがわかる。反対に、ボールの弧を計算する前者の方法は、知覚、計算、行動の一連の流れに従っているため、直線的である。このように、アフォーダンス・アプローチは、計算や内省が必要であるという考え方に反対することで、従来の知覚の見方に挑戦している。その代わりに、知覚はエージェントと世界との間の連続的な行動調整の均衡を構成するという考えに置き換えるべきである。結局のところ、クラークはこれが確実であるとは明言していないが、アフォーダンス・アプローチが適応的反応を満足に説明できることを認めている： 346 これは、エージェントがリアルタイムで能動的に使用する知覚情報によって可能になる環境の手がかりを利用するためである。

## 知的行動の一般原則
知的行動の一般原則の形成において、ファイファーは従来の人工知能で与えられていた古い原則に反することを意図していた。最も劇的な違いは、この原則が現実世界のロボット・エージェントにのみ適用されることである。
安価な設計と冗長性の原則： ファイファーは、エンジニアの暗黙の前提が、制御アーキテクチャの複雑さに大きな影響を与えることが多いことに気づいた： 436 この洞察は、ロボット工学におけるスケーラビリティ問題の議論にも反映されている。いくつかの悪いアーキテクチャに必要な内部処理は、エージェントに必要な新しいタスクに比例して大きくなる可能性がある。
スケーラビリティ問題の主な原因の1つは、ロボットのタスクが複雑になるにつれて、ロボット設計者が行わなければならないプログラミングや知識工学の量が非常に急速に増大することである。事前プログラミングがスケーラビリティ問題の解決策にはなり得ないという証拠が増えつつある．問題は、プログラマーがロボットのコードにあまりにも多くの隠れた仮定を導入することである。
提案されている解決策は、エージェントがその環境に固有の物理を利用すること、ニッチの制約を利用すること、そしてエージェントの形態学がパーシモンと冗長性の原理に基づくことである。冗長性は、同じようなチャンネルを複製することによって得られる信号のエラー訂正の欲求を反映している。さらに、感覚モダリティ間の関連性を利用したいという欲求も反映している。(冗長モダリティ参照）。設計の観点からは、1つの感覚モダリティだけでなく、複数の感覚モダリティに対して冗長性を導入する必要がある： 448 モダリティ間の知識の融合と伝達は、実世界から取得される感覚データのサイズを小さくする基礎となることが示唆されている。これもまた、スケーラビリティの問題に対処するものである。
並列、疎結合プロセスの原則： 知識と行動選択の階層的手法に代わるもの。この設計原理は、従来のAIの「感覚-思考-行動」サイクルとは最も大きく異なる。この有名なサイクルに関与しないため、フレーム問題の影響を受けない。
感覚と運動の協調の原則： 理想的には、エージェントの内部メカニズムは、最初から規定的にプログラムされているのではなく、創発的に記憶や意思決定のようなものを生み出すべきである。このようなことは、エージェントが環境と相互作用する中で創発される。モットーは、エージェントのコントローラに今より少ない仮定を組み込むことで、将来、学習がよりロバストで特異なものになるようにすることである。
生態系バランスの原則： これは原理というよりも理論に近いものだが、その意味するところは広範囲に及ぶ。その主張は、エージェントのモーター、手足、センサーの複雑さが増えない限り、エージェントの内部処理をより複雑にすることはできないというものである。言い換えれば、単純なロボットの脳に複雑さを増やしても、そのロボットの行動には目に見えるような変化は生じないということだ。ロボットの形態は、より多くの内部処理が発達するための十分な「息継ぎスペース」を確保するために、それ自体がすでに複雑性を含んでいなければならない。
価値原理：これはジェラルド・エデルマンのダーウィンIII型ロボットで開発されたアーキテクチャである。コネクショニズムに大きく依存している。
伝統主義者は、モノは認知プロセスを助けるために使われるかもしれないが、それは認知シス テムの一部であることを意味しない、と主張するかもしれない： 343 眼鏡は視覚プロセスを補助するために使われるが、それがより大きなシステムの一部であ ると言うことは、視覚システムの意味を完全に定義し直すことになる。しかし、具現化アプローチの支持者は、もし環境内の物体が心的状態の機能的役割を果たすのであれば、その物自体も心的状態の中に数えるべきではない、と主張することができる。
ラース・ルートヴィヒは、マインド・エクステンションについて、テクノロジーにおけるその役割の概要をさらに探求している。彼は、リチャード・セモンの記憶理論を理論的に更新・拡張した「拡張人工記憶」の認知理論を提唱している。